# Fireworks (álbum)
Fireworks é um álbum da banda brasileira de progressive power metal Angra lançado em 1998. Foi o terceiro e último trabalho gravado em estúdio com a formação original da banda.

## Sobre o álbum
De acordo com o guitarrista Kiko Loureiro, o vocalista Andre Matos decidiu deixar a banda após a turnê de Holy Live em 97, para se dedicar ao seu projeto solo, a Virgo (em colaboração com Sascha Paeth). Com isso, os demais integrantes começaram a ensaiar com Edu Falaschi, que ingressaria apenas em 2001. No entanto, um executivo francês da gravadora, na época, falou com eles durante um jantar para ajudar a corrigir suas diferenças. Mesmo assim, Kiko lembra que Andre estava distante, trabalhando principalmente em suas próprias composições ao invés de colaborar com os outros membros.
Posteriormente, em agosto de 2000, Andre Matos, o baixista Luis Mariutti e o baterista Ricardo Confessori saíram da banda em Agosto de 2000, devido a problemas com o empresário Antônio Pirani, e criaram o Shaman, ao lado do guitarrista Hugo Mariutti (irmão de Luis). Confessori retornaria ao Angra em 2009, saindo novamente em 2014.
Pouco depois da morte de Matos, em junho de 2019, Loureiro relatou que, alguns dias antes, Matos era simpático a ideia de uma reunião da formação original do Angra, uma vez que ele havia voltado a se apresentar com o Viper e o Shaman.

## Faixas
Todas letras escritas por Andre Matos, exceto onde anotado.
| N.º            | Título                          | Letras                                | Música                                         | Duração |  |
| 1.             | "Wings of Reality"              |                                       | Matos                                          | 5:55    |  |
| 2.             | "Petrified Eyes"                | Rafael Bittencourt, Chris Tsangarides | Bittencourt                                    | 6:05    |  |
| 3.             | "Lisbon"                        |                                       | Matos                                          | 5:13    |  |
| 4.             | "Metal Icarus"                  | Bittencourt                           | Bittencourt, Kiko Loureiro, Ricardo Confessori | 6:24    |  |
| 5.             | "Paradise"                      |                                       | Loureiro, Bittencourt, Matos                   | 7:38    |  |
| 6.             | "Mystery Machine"               | Confessori, Tsangarides               | Loureiro, Bittencourt, Matos                   | 4:12    |  |
| 7.             | "Fireworks"                     |                                       | Bittencourt, Loureiro, Confessori, Matos       | 6:20    |  |
| 8.             | "Extreme Dream"                 |                                       | Loureiro, Bittencourt                          | 4:16    |  |
| 9.             | "Gentle Change"                 | Bittencourt                           | Bittencourt, Confessori, Luís Mariutti         | 5:35    |  |
| 10.            | "Speed"                         |                                       | Loureiro                                       | 5:57    |  |
| 11.            | "Rainy Nights" (bônus no Japão) |                                       | Loureiro, Matos, Bittencourt                   | 5:03    |  |
| Duração total: | Duração total:                  | Duração total:                        | Duração total:                                 | 62:39   |  |

## Créditos
Angra
- Andre Matos - vocal, piano, teclados
- Kiko Loureiro - guitarra e violão
- Rafael Bittencourt - guitarra, violão, programação de computador e teclados em "Gentle Change"
- Luis Mariutti - baixo
- Ricardo Confessori - bateria

Orquestra
- Bem Cruft, Bill Benham, Boguslav Kostecki, Dave Nolan, Dave Woodcock, Dermot Crehan, Gavyn Wright, Maciej Rakowski, Pat Kiernan, Perry Montague-Mason, Peter Oxer, Rebecca Hirsch, Roger Garland, Vaughan Armoon - violinos
- Andy Parker, Bob Smissen, Don Mcvay, George Robertson, Jonathan Barritt, Peter Lale - violas
- Anthony Pleeth, Cathy Giles, Dave Daniels, Justin Pearson, Martin Loveday, Paul Kegg - violoncelos
- Andre Matos, Sascha Paeth e Graham de Wilde - arranjos de orquestra
- Graham de Wilde - regência de orquestra

Músicos adicionais
- Sascha Paeth - programação de computador e teclados, exceto em "Gentle Change"
- Phil Nicholas - programações adicionais

Produção
- Gravado nos estúdios Metropolis Studios e Rainmaker Studios (Londres, Inglaterra), entre Abril e Junho de 1998.
- Orquestra gravada na sala 2 do estúdio Abbey Road Studios (Londres), em maio de 1998.
- Gravações adicionais no estúdio Marcus Studios (Londres), em junho de 1998.
- Mixado no estúdio Rainmaker Studios (Londres), em junho de 1998.
- Masterizado no estúdio Metropolis Mastering (Londres), em julho de 1998.
- Chris Tsangarides - produção, gravação, mixagem, assistência às letras
- Gareth Ashton (Metropolis), Steve Stylianou (Rainmaker), David Graham e Michelle Barry (Marcus Studios) - assistentes de gravação
- Ian Cooper - masterização
- Antonio D. Pirani - produção executiva
- Ricardo Confessori - concepção de capa
- Isabel de Amorim - projeto gráfico de capa
- William Hames, Marc Villalonga, Bruno Calendini - fotos